# Magearna
Magearna (マギアナ, Magiana) est une espèce de Pokémon. Elle a été révélée dans le magazine Monthly CoroCoro Comic de mars 2016. C'est un Pokémon de septième génération. Elle est faite de métal et ressemble à une princesse. Ce Pokémon a de grands yeux rouges, un rouage autour de sa tête et des oreilles de lapin. Elle a été créée par l'homme il y a plus de 500 ans. Elle mesure 1,0 m pour 80,5 kg. Elle a le double type Acier / Fée et son numéro dans le Pokédex National reste inconnu.
Elle apparaîtra dans le 19e film de la franchise aux côtés de Zygarde et de Volcanion, ce dernier étant le seul à connaître son secret et étant à sa poursuite.